# Parapropacris rhodoptera
Parapropacris rhodoptera is een rechtvleugelig insect uit de familie veldsprinkhanen (Acrididae). De wetenschappelijke naam van deze soort is voor het eerst geldig gepubliceerd in 1923 door Boris Petrovich Uvarov.